# الفساد في بوليفيا
يمثل الفساد في بوليفيا مشكلة كبيرة لدرجة أنه قُبل بصفته جزءًا من الحياة في البلاد. وتمكن ملاحظته في جميع مستويات المجتمع البوليفي. يعتقد السكان أن القضاء والشرطة والإدارة العامة هي أكثر الأجزاء فسادا في البلاد. ينتشر الفساد أيضاً بين المسؤولين الذين يفترض بهم أن يسيطروا على تجارة المخدرات وبين العاملين في وضمن الصناعات الاستخراجية. الكثير من البوليفيين غير متعلمين، لذا فهم غير مدركين لحقوقهم بصفتهم مواطنين أو لقوانين مكافحة الفساد.

## الفساد الحكومي
تعتبر البيروقراطية الحكومية غير فعالة ومتضخمة وغنية بالمحسوبيات، وتُعتبر أيضًا -إلى جانب الشرطة- أحد أكثر القطاعات فسادًا في البلاد. إذ ينطوي التوظيف والترقية على دوافع سياسية ويفتقران إلى الشفافية.
يميل المسؤولون الحكوميون إلى التعامل مع البيانات المالية العامة على أنها ممتلكاتهم الخاصة ولا يميلون إلى فهم التزامهم بتوفير المعلومات لعامة الشعب. في عام 2010 أحرزت بوليفيا 13 نقطة من أصل 100 على مؤشر الميزانية المفتوحة، وهو أسوأ من أداء أي بلد من بلدان أمريكا اللاتينية، ولكن تحسنت في عام 2008 بمقدار 7 نقاط.
تشير بعض التقارير إلى أن الفساد المتفشي داخل الحكومة والنخبة يديم الفقر ويجعل من المستحيل تحقيق أي تقدم. ذكرت مؤسسة بيرتلسمان في عام 2012 أنه وعلى الرغم من القوانين والضمانات، فإن الحكومة المحلية تساهم في خطط الإثراء غير المشروع.
اتهم فلوريس روبرتس حاكم ولاية في عام 2011 بتأسيس شركات وهمية، اعتقلت فيما بعد الموظفة السابقة التي أبلغت الشرطة عنه، كلوديا سيلفانا سالاس، وسجنت بتهمة الابتزاز وكانت تتلقى تهديدات مجهولة المصدر.
أكثر من 200 فرد بمن فيهم المسؤولون الحكوميون وأصدقاء حزب إم إس إيه التابع لموراليس انتهى بهم المطاف إلى اتهامهم بالفساد فيما يتعلق بصرف الأموال من الصندوق المركزي. ولوحظ أن أول شخص لفت الانتباه إلى الفساد في الصندوق المركزي، في عام 2012، كان جاكوبو سوروكو تشوليما رئيس نقابة العمال الريفيين الذي قُتل في يونيو من ذلك العام انتقاماً من إبلاغه عنهم على ما يبدو.
في فبراير عام 2016، اتهم موراليس باستغلال نفوذه لصالح شركة بناء صينية هي سي إيه إم سي التي عملت لصالحها حبيبته السابقة غابرييلا زاباتا والتي حصلت على عقود حكومية مربحة. اتهم الصحفي كارلوس فالفيردي، الذي أعلن العلاقة، أن موراليس قد استغل منصبه للمساعدة في تطوير حياة زاباتا. وأشار فالفيردي إلى أن قيمة عقود بوليفيا مع الشركة ارتفعت من 214 مليون دولار إلى أكثر من نصف مليار دولار بعد أن وظفت الشركة زاباتا. وألقي القبض على زاباتا في أواخر فبراير.
في فبراير 2016 أيضًا، توفي ستة أشخاص عندما أحرق المتظاهرون مكاتب البلدية في مدينة إل ألتو التي يقطن بها الكثير من الأمريكيين الأصليين. اتهم المسؤولين السابقون الذين يُزعم أنهم سعوا لتدمير الوثائق المتعلقة بالتحقيق في أنشطتهم الفاسدة بإحداث الحريق.

### الملكية الخاصة
على الرغم من أن الدستور يضمن الحق في الملكية الخاصة، فإن هذا الحق غالبًا ما يُنتهك وكثيرًا ما تحدث المصادرة.

### الجمارك
خدمة الجمارك في بوليفيا غير فعالة وفاسدة للغاية، إذ ذكر أكثر من واحد من كل ثلاثة أشخاص في استطلاع للرأي أنهم دفعوا رشوة لموظفي الجمارك خلال العام السابق.

### الضرائب
يتيح التعقيد في قانون الضرائب البوليفي المجال للفساد.

### الانتخابات
تُعتبر الانتخابات بحد ذاتها عمومًا حرة ونزيهة، على الرغم من أن ضمانات تمويل الحملات الانتخابية غير كافية إلى حد كبير. في انتخابات عام 2009 أبلغ مراقبو الاتحاد الأوروبي عن إساءة استخدام واسعة النطاق للميزانية العامة من قبل الشركات القائمة، إذ مُوّلت الحملات جزئيًا من رواتب الموظفين الحكوميين. وجد تقرير لعام 2010 أن بوليفيا هي أضعف دول أمريكا اللاتينية في هذا الصدد، وأشار إلى عدم وجود قيود على التبرعات السياسية وغياب أي قانون يتطلب الكشف عنها.

### الرشوة
تُعتبر الرشوة جريمة في بوليفيا. ولكن وجد استطلاع أجري عام 2011 أن واحد من أصل ثلاثة مواطنين بوليفين اضطر لدفع رشوة في ذلك العام. أسوأ المتهمين هم الشرطة والقضاء والجمارك.

### الحصانة
غالباً ما يحصل المسؤولون المتهمون بالفساد على الحصانة من المقاضاة لانتهاكهم الدستور. ويجب أن يوافق الكونغرس مقدماً على أي إجراء قانوني ضد السلطة التنفيذية. في عام 2014، استقال إيفر مويا الرئيس السابق للجنة حقوق الإنسان بعد أن قدم عدة شكاوى متعلقة بالفساد، وتعامل معها المسؤولون بلا مبالاة.

## السلطة القضائية
تُعتبر السلطة القضائية أكثر القطاعات فسادًا. إذ إنها ضعيفة وغير فعالة، وتفتقر إلى المصادر وتخضع لتدخل السياسيين وغالبًا ما تتأثر قرارات المحاكم بالرشوة. تم تحدي استقلالها في عام 2010 عندما عين موراليس خمسة قضاة في المحكمة العليا والمحكمة الدستورية والمجلس القضائي. المدعون العامون غير مستقلين وغالبًا ما يستهدفون سياسيي أحزاب المعارضة ومؤيديهم. أيضًا، وضع دستور عام 2009 محاكم السكان الأصليين على قدم المساواة مع النظام القضائي الرئيس الذي يتسبب في النزاعات والخلط والصعوبات والتأخير. في عام 2015، دعا موراليس إلى إجراء استفتاء شعبي يهدف إلى القضاء على الفساد في النظام القضائي.
عام 2014، دعا مجلس الشيوخ وزير العدل إلى إيقاف 300 من المدعين العامين في بوليفيا البالغ عددهم 508 مدعين بتهمة الفساد والجرائم الأخرى. بين يناير وأغسطس من عام 2014، طُرد 45 من المدعين العامين وذلك ضعف عدد الذين طُردوا عام 2013.

## الشرطة وتهريب المخدرات
يمثل فساد الشرطة مشكلة كبيرة، ويعزى ذلك جزئيًا إلى تدني الأجور وضعف التدريب. يُعتبر قطاع الشرطة عمومًا ثالث أكثر القطاعات فسادًا في البلاد، ويُعتبر هذا الفساد عائقاً كبيرًا أمام المكافحة المشروعة للجريمة. خلال ست سنوات، طُرد ثلاثة رؤساء شرطة بتهمة الفساد أو إساءة استخدام السلطة. العديد من ضباط الشركة تربطهم صلة بالجريمة المنظمة عمومًا وبتجارة المخدرات خصوصًا، ويُعيّون الكثير منهم في مناصب عليا، وهي سلطة يمارسها الرئيس بشكل حصري؛ وذلك بسبب علاقاته السياسية.
انخرطت شرطة المخدرات والشرطة السرية في تهريب الكوكايين منذ أواخر الخمسينيات من القرن الماضي، إذ عومل منتجو الكوكايين والمهربون كرجال أعمال محترمين، وتعايشوا بسلام مع حكومة تلو الأخرى. يعود الفساد واسع النطاق المتعلق بالمخدرات في الجيش والشرطة البوليفية إلى سبعينيات القرن الماضي، واشتد في 1980-1981 عندما كانت «الوزارة الداخلية» للديكتاتور لويس غارسيا ميزا تيجادا مليئة بأشخاص متورطين في تهريب الكوكايين خاصة العقيد أرييل كوكا والعقيد لويس آرس غوميز. في عام 1988، اتهم وزير الخارجية البوليفي بأن تجار المخدرات كانوا يحاولون التأثير على السياسة وعُرض على شاشات التلفاز شريط فيديو سري للسياسيين والضباط العسكريين الذين يتعاملون مع ملك المخدرات روبرتو سواريز غوميز. وفي العام نفسه أفيد أن الشرطة وأعضاء النيابة كانوا يعيدون الكميات الكبيرة المكتشفة من المخدرات إلى تجارها ويسلمون كميات صغيرة منها إلى السلطات. كان الرئيس خايمي باز زامورا (1989-1993) على علاقة ودية مع اثنين من كبار تجار المخدرات، وهما كارميلو ميكو دومينغيز وإسحاق أوسو شافاريا. على مر العقود، كانت هناك فضائح متكررة تتعلق بتورط الموظفين الرسميين في الإتجار، وقد أسفرت عن إطلاق العديد من المحاكمات، ولكن لم يُتبَع هذا بالكثير من الملاحقات القضائية، وأيضاً فإن الأشخاص الذين طُردوا من مناصبهم بسبب هذه المشاركة كانوا من ذوي المناصب المتدنية نسبيًا، في حين أن كبار المسؤولين المتورطين لم يُمس بهم وتابعوا هذه الأعمال.